# 恰塔爾基奧伊鄉
45°17′N 28°47′E / 45.283°N 28.783°E
恰塔爾基奧伊鄉（羅馬尼亞語：Comuna Ceatalchioi, Tulcea），是羅馬尼亞的鄉份，位於該國東南部，由圖爾恰縣負責管轄，面積80平方公里，海拔高度2米，2002年人口759，人口密度每平方公里9人。